# Назаренко Володимир Михайлович (академік НАНУ)
Назаренко Володимир Михайлович (19. 03. 1956, м. Орел, РФ) — український науковець, фахівець у галузі механіки деформівного твердого тіла. Доктор технічних наук (1988), професор (1993), академік НАНУ (2021). Державна премія України в галузі науки і техніки (2009). Республіканська премія ім. М. Островського (1988), премія ім. О. Динника НАНУ (2018).
Сфера наукових зацікавленостей: стійкість деформівних тіл — стійкість гірничих виробок; механіка руйнування, механіка композитних та пластичних матеріалів.

## Життєпис
Вища освіта — Київський університет (1978).
Праця — Інституті механіки НАНУ (Київ): 1989—2012 — провідний науковий співробітник, 2012–19 — завідувач відділу обчислювальної механіки та техніки, 2019 — заступник директора з наукової роботи, від 2022 — виконувач обов'язків директора.
Крім того, у 1995—2003 — професор, 2004–08 — завідувач кафедри теоретичної механіки та опору матеріалів Національного університету харчових технологій; 2003–04 — завідувач кафедри вищої математики Відкритого міжнародного університету розвитку людини «Україна».

## Основні праці
- Неклассические проблемы механики разрушения: В 4 т. Т. 4, кн. 1.
- Разрушение и устойчивость материалов с трещинами. К., 1992;
- Механика композитов: В 12 т. Т. 5.
- Механика разрушения. К., 1996;
- Успехи механики: В 6 т. Т. 5. Разрушение и устойчивость материалов и элементов конструкций с трещинами: подходы и результаты. К., 2009;
- Объединенный подход в неклассических проблемах механики разрушения. Саарбрюкен, 2017;
- Пространственные задачи механики разрушения материалов при действии направленных вдоль трещин усилий. К., 2018.